# UFC Fight Night: Rozenstruik vs. Gaziev
UFC Fight Night: Rozenstruik vs. Gaziev (también conocido como UFC Fight Night 238, UFC on ESPN+ 96 y UFC Vegas 87) fue un evento de artes marciales mixtas producido por Ultimate Fighting Championship llevado a cabo el 2 de marzo de 2024 en las instalaciones de UFC Apex, en Enterprise, Nevada, parte del Área Metropolitana de Las Vegas, Estados Unidos.

## Antecedentes
Este evento habría marcado el debut de la promoción en Arabia Saudita. Sin embargo, el 15 de enero, Ariel Helwani informó que la organización local estaba buscando una cartelera más profunda y de mayor perfil que la ofrecida por UFC y el evento se pospuso para una fecha posterior, posiblemente en Junio. Al momento de publicación, no está claro si las peleas programadas para el evento aún se llevarán a cabo en un lugar diferente o si las peleas serán reprogramadas para nuevas fechas. 
El CEO de UFC, Dana White, descartó más tarde que la medida se debiera a una "alineación débil para el evento" y dijo que "un par de peleas que queríamos alinear no estaban listas para realizarse" como la razón del aplazamiento, y agregó que "no le contaron a Arabia Saudita sobre una pelea".
El 24 de enero, el presidente de la Autoridad General de Entretenimiento de Arabia Saudita, Turki Alalshikh, anunció que el evento en Riad (que se espera que tenga lugar en el Kingdom Arena) se había pospuesto oficialmente hasta el 22 de junio, citando que "se tomó la decisión de reprogramarlo para garantizar el mejor calibre de talento este disponible para participar". El evento del 2 de marzo ahora se llevará a cabo en UFC Apex en Las Vegas con las mismas peleas originalmente reservadas para el evento (a la espera de posibles problemas de viaje entre los peleadores).
Una pelea de peso pesado entre Jairzinho Rozenstruik y Shamil Gaziev encabezó el evento.
Se espera que en el evento se lleve a cabo una pelea de peso mosca entre Matt Schnell y Steve Erceg. Originalmente estaban programados para UFC 295 en noviembre de 2023, pero Schnell se retiró por razones desconocidas.
Se esperaba que en este evento se llevara a cabo una pelea de peso paja femenino entre Josefine Lindgren Knutsson y Julia Polastri. Sin embargo, Knutsson se retiró debido a una lesión y Polastri fue reprogramado para enfrentar a Stephanie Luciano en UFC Fight Night: Ribas vs. Namajunas. 
Para el evento estaba programado un peso pluma entre Mohammad Yahya y Brendon Marotte. Sin embargo, la pelea fue cancelada después de que Marotte sufriera una lesión. 
Se esperaba que Vinicius Oliveira y Yanis Ghemmouri se enfrentaran en una pelea de peso gallo. Sin embargo, Ghemmouri se retiró debido a una lesión. Se espera que se busque un reemplazo. 
Se esperaba que en el evento se lleve a cabo una pelea de peso gallo entre Raúl Rosas Jr. y el ganador de peso gallo de The Ultimate Fighter 29, Ricky Turcios.  Originalmente se esperaba que se enfrentaran una semana antes en UFC Fight Night: Moreno vs. Royval 2, pero la pelea se retrasó una semana cuando Rosas Jr. sufrió una enfermedad.  Sin embargo, la pelea fue cancelada al no haber sido firmada.
Una pelea de peso ligero entre Joel Álvarez y Ľudovít Klein estaba programada para llevarse a cabo en el evento. Sin embargo, Álvarez fue reemplazado por AJ Cunningham por problemas de visa.

## Bonificaciones
Los siguientes peleadores recibieron bonos de $50.000. 
- Pelea de la Noche: Vinicius Oliveira vs. Bernardo Sopaj
- Actuación de la Noche: Steve Erceg y Vinicius Oliveira